# Pont-jetée de la rivière Petitcodiac

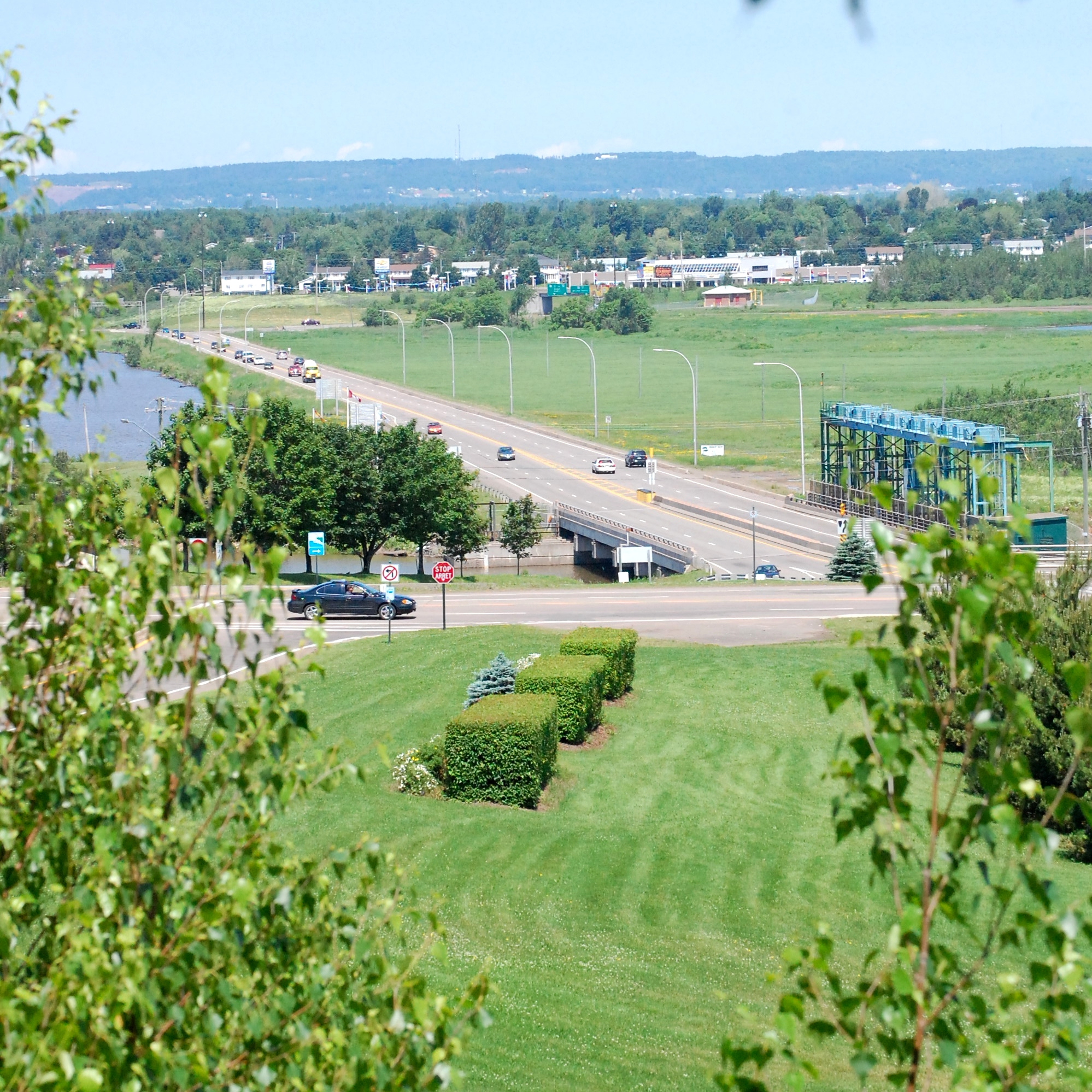
Pont-chaussée de la Petitcodiac

Le pont-jetée de la rivière Petitcodiac est une chaussée traversant la rivière Petitcodiac entre Moncton et Riverview, au Nouveau-Brunswick.
Le pont-jetée a été construit en 1968 par le Ministère des Transports du Nouveau-Brunswick grâce à des fonds fédéraux destinés à l'amélioration des infrastructures routières de la province. 
Les trois principaux objectifs recherchés étaient la formation d'un lac pour les activités nautiques, le contrôle de l'inondation des basses terres et l'amélioration du transport vers la banlieue sud de Moncton, l'ancien pont de Gunningsville ne répondant plus à la demande.
Le pont-jetée bloque la migration des poissons, ce qui est une violation de la loi sur les pêches. Bien que le pont-jetée soit dotée d'une échelle à poissons, le saumon atlantique, l'alose savoureuse, le poulamon atlantique et le bar rayé ont disparu de la rivière. De plus, les populations de truite de mer et d'éperlan arc-en-ciel ont été nettement réduites. Une espèce de palourde a aussi disparu.
La construction du pont-jetée a provoqué une interruption du flot naturel de la rivière et, en aval, le lit a commencé à se remplir de silt, devenant de plus en plus étréci en raison de cette sédimentation. En effet, la profondeur étant très basse entre le Coude et le pont-jetée, la rivière est passée d'un kilomètre de large près du pont en 1968 à 80 mètres en 1998, soit une réduction de 92 %. La sédimentation a aussi lieu en amont du pont-jetée, et s'est produite avant même la fin de sa construction.
La structure, en formant l'équivalent d'un barrage, a complètement bloqué l'action de la marée qui se faisait jusqu'alors sentir et a créé un lac artificiel en amont. Le cours de la rivière en a été affecté avec notamment la quasi-disparition d'un mascaret.